# Papers de Pandora
Els papers de Pandora (en anglès, Pandora Papers) són un conjunt de 11,9 milions de documents sobre evasió fiscal que constitueixen la filtració de dades sobre empreses extraterritorials (offshore) més gran de la història. Varen ser filtrats al Consorci Internacional de Periodistes d'Investigació (ICIJ), que els anuncià el 2 d'octubre de 2021 i començà a fer públics el 3 d'octubre del mateix any. Aquesta entitat ja havia divulgat cinc anys abans un altre escàndol financer internacional, els papers de Panamà.
Les organitzacions van descriure la fuita de dades, equivalents a 2,9 terabytes de dades, com la filtració més àmplia de secrets financers fins al moment. Els pràcticament 12 milions d'arxius contenien documents, imatges, correus electrònics i fulls de càlcul de 14 empreses de serveis financers, de països com Panamà, Suïssa i els Emirats Àrabs Units, fet que superava els Papers de Panamà, filtrats l'any 2016 amb uns 11,5 milions de documents confidencials. Segons va transcendir als mitjans, haurien estat evadits uns 32 milions de dòlars estatunidencs, sense comptar-hi béns immobiliaris, art, joies i altres.
Uns 100 milionaris, 30 líders polítics actuals i del passat, i uns 300 funcionaris públics van ser mencionats en les primeres filtracions del 3 d'octubre de 2021.
El rei Abd-Al·lah II de Jordània va ser una de les principals figures que són mencionades en els papers: hi ha documents que mostren que va invertir uns 100 milions de dòlars estatunidencs en propietats del Regne Unit i dels Estats Units d'Amèrica, en llocs com Malibu, Londres o Ascot. També s'hi mencionava l'antic Primer Ministre del Regne Unit Tony Blair; segons els papers, Blair es va estalviar 312 000 lliures esterlines en impost sobre transmissions en la compra d'una propietat per 6,45 milions de lliures a Londres en comprar Romanstone International Limited, una empresa amb seu a les Illes Verges Britàniques. Els papers també van revelar com es va vendre un bloc d'oficines propietat de la família del president d'Azerbaidjan Ilham Alíev a la Crown Estate, l'imperi immobiliari de la reina Elisabet II del Regne Unit, per 66 milions de lliures l'any 2018, operació en què els Aliev van obtenir un benefici de 31 milions de lliures. Altres caps d'estat com Vladímir Putin i Volodímir Zelenski, i personalitats com ara Pep Guardiola o Julio Iglesias, entre d'altres, també hi apareixien.